# Сарсанешти (Валча)
Сарсанешти (рум. Sărsănești) насеље је у Румунији у округу Валча у општини Чернишоара. Oпштина се налази на надморској висини од 512 m.

## Становништво
Према подацима из 2002. године у насељу је живело 75 становника, од којих су сви румунске националности.